# Acheilognathus chankaensis
 Acheilognathus chankaensis és una espècie de peix cipriniforme de la família dels ciprínids.

## Morfologia
Els mascles poden assolir els 12 cm de longitud total.

## Distribució geogràfica
Es troba a la Xina, Corea i Rússia.